# Lycaena venus
Lycaena venus är en fjärilsart som beskrevs av Otto Staudinger 1886. Lycaena venus ingår i släktet Lycaena och familjen juvelvingar. Inga underarter finns listade i Catalogue of Life.